# Wirada tovarensis
Wirada tovarensis är en spindelart som beskrevs av Simon 1895. Wirada tovarensis ingår i släktet Wirada och familjen klotspindlar.
Artens utbredningsområde är Venezuela. Inga underarter finns listade i Catalogue of Life.

## Bildgalleri